# Datenschlag
Datenschlag war ein deutschsprachiges nicht kommerzielles Informationsangebot zum Thema BDSM im Internet. Das Projekt wurde 1996 von 15 Personen gegründet und besteht aus einer nichtöffentlichen Mailingliste und der öffentlichen Website.
Ziel war, möglichst viele Informationen zu sadomasochistischen Themen zusammenzutragen. Daraus entstand eine Enzyklopädie sadomasochistischer Begriffe namens Der Papiertiger.

## Webseite
Die Webseite besteht aus drei Hauptfeldern:
- Der Papiertiger: Eine Enzyklopädie des Sadomasochismus
- Der Dachs: Die Datenschlag-Chronik des Sadomasochismus
- Der Bisam: Die Datenschlag-Bibliothek des Sadomasochismus

Die Texte werden der Subkultur ohne Gegenleistung zur Verfügung gestellt, sie werden unter anderem von SMart Rhein-Ruhr e. V. und BDSM Berlin e. V. benutzt. Besonderer Wert wurde dabei auf die Haltbarkeit der Inhalte gelegt, weshalb die Inhalte als reine HTML-Dateien gepflegt wurden. Motiviert waren die Akteure insbesondere durch eine gegenüber sexuellen Minderheiten als illiberal wahrgenommene Gesellschaft sowie die Folgen der PorNO-Kampagne für die BDSM-Szene.

## Geschichte
Datenschlag hatte eine zentrale Redaktion, das Personal wechselte mehrfach. Redaktionell an den Inhalten gearbeitet wurde von 1995 bis 2004. Ziel war die Aufklärung über BDSM angesichts der als vorurteilsbeladenen oder schlicht falsch wahrgenommenen Inhalte der sexualwissenschaftlichen und psychologischen Fachliteratur zum Thema. Erschwert wurde die Arbeit durch drohende Indizierungen oder Klagen durch jugendschutz.net sowie der Gefahr von Geldstrafen wegen Verstößen gegen den Jugendschutz. Seit 2004 wird Datenschlag ohne Weiterentwicklung lediglich passiv im Netz verfügbar gehalten. Die letzten Bearbeitungen im Papiertiger wurden im Jahr 2005 vorgenommen. 
Von September 2017 bis Januar 2018 war die Domain datenschlag.org nicht mehr erreichbar. Seit November 2019 meldete das Szenemagazin Schlagzeilen die Seite erneut als offline und verwies auf den letzten Stand der Seite vom Mai 2019 auf archive.org.